# Sylvius
Sylvius è il quindicesimo romanzo di Henri Bosco, apparso per la prima volta in un'edizione a tiratura limitata nel 1948, nelle edizioni Gallimard.

## Opera
Vi si racconta la storia dei Mégremut, famiglia tranquilla che vive in Provenza. Un Mégremut importante, Sylvius, infrange la tradizione sedentaria della famiglia e si mette in viaggio. Si unisce a un gruppo di miserabili comici ambulanti. La famiglia lo ritrova e stringe un patto con i comici ambulanti: Sylvius resterà sei mesi da loro, e sei mesi con la famiglia Megremut. Sylvius fa ritorno a casa docilmente. Ma a Natale, quando avrebbe dovuto raggiungere i viandanti, si mette a letto e muore.
In questa storia, semplice e sottile, si trova l'essenza dell'arte di Bosco: la poesia, il senso del mistero e del sacro. Sylvius appartiene al ciclo “la casa e l'uomo”. Roger Buis si è occupato sia dello scrittore, sia delle sue opere in generale, arrivando a concludere che Bosco non appartiene a nessuna scuola letteraria. Bosco, nei suoi lavori, crea una forma di romanzo poetico che ha per obiettivo la ricerca del meraviglioso. «J'ai écrit des récits. Le récit m'est indispensable pour atteindre indirectement à la poésie. C'est la poésie que je cherche, c'est-à-dire la création de fictions, tirées du plus profond de l'âme et dont la vie fictive, observée, analysée avec soin, me permette d'étudier et de connaître cette âme elle-même, par cette sorte de reflet».
Eric Wessler mostra come il tipo di religiosità di Bosco lo tenga lontano dalla letteratura del suo tempo. Affronta quindi la questione della tematica regionale, sottolineando che Bosco non si proclama regionalista. Riguardo ai suoi personaggi, non accetta mai di considerarli come dei semplici supporti, considerandoli liberi di acquisire una vita autonoma all'interno del racconto.
Sul piano puramente formale il racconto di Bosco sembra completamente distaccato dalle preoccupazioni contemporanee. Sembra impossibile poter conciliare il cattolicesimo espresso dall'autore con i principi espressi dalla modernità. Bosco è accusato di ignorare la rivoluzione della scrittura operata da Kafka e Joyce. Wessler trova delle somiglianze con Proust per quanto riguarda i personaggi che sono delle ombre, dei ritratti sfocati, appaiono e scompaiono come delle visioni. In generale afferma che i ritratti di Bosco sono distorti da un'ironia moderna. Se si dovesse cercare un'ironia uguale nel corso dei secoli, si dovrebbe ritornare all'epoca del romanzo barocco, a Cervantes o a Diderot. Per Wessler al centro della poetica di Bosco è il rapporto tra sé e gli altri: "la recherche des autres est la recherche d'identité". Dal punto di vista narrativo, invece, Bosco assimila la tradizione per poi modificarla discretamente senza cercare la rottura. Secondo lo stesso Bosco, un racconto deve nascere in spontanea libertà, con uno sviluppo libero; in seguito tuttavia ha concepito un'architettura sempre più sofisticata e complessa. La casa, insieme alla famiglia, è uno dei cardini dell'intera opera. Rappresenta il tema dominante, insieme a quello della famiglia che si riunisce per prendere decisioni.

## Trama
L'intero racconto è un grande flashback. Inizia con Méjean che ricorda una chiacchierata con il cugino Barnabé quando, essendo stato colpito dal ritratto di un uomo appeso al muro, in particolare dallo sguardo, gli aveva chiesto chi fosse l'uomo in questione.  Il cugino Barnabé impiega 20 anni prima di soddisfare la curiosità di Méjean. Spiega la storia di Sylvius, il suo allontanamento, il suo ritorno a casa e la sua morte, aggiunge anche che i parenti cercano in tutti i modi di dimenticare Sylvius. 
Di tanto in tanto nel racconto si ritorna al presente, per poi ricollegarsi alla storia e al passato. Il racconto è ciclico: inizia ambientato al presente (dove il narratore è Méjean) e termina allo stesso modo. I Mégremut sono una famiglia unita, rispettata, solidamente costruita, che ha il terrore dell'avventura a un tale livello che nessuno di loro ha mai espatriato. I figli vengono inviati al collegio e le figlie in convento; al loro rientro dagli studi, essi verranno ricondotti a beneficiare nuovamente delle proprietà della famiglia. Non si degnano di partire a meno che non diventi indispensabile. Se accade, lo fanno dopo lunghi ritardi e per i mezzi più lenti, perché quando si allontanano da Pontillargues, cittadina della Provenza dove risiedono, "i loro cuori si stringono e i loro occhi si riempiono di lacrime".
Di tutti i Mégremut, per ciò che concerne questa caratteristica, il più Mégremut era senza alcun dubbio Barnabé de Mégremut – Landolle, soprannominato il Saggio. Per i Mégremut, infatti, incarnava alla perfezione le qualità migliori della famiglia. È lui che racconta di Sylvius, un Mégremut che ha infranto la tradizione atavica della famiglia, fuggendo via da essa. Per questo il suo ritratto era stato tolto dal muro delle case dei Mégremut, i quali vi avevano steso sopra un velo di silenzio e bugia. 
Sylvius era un Mégremut come gli altri, ma fin dall'infanzia un po' più portato degli altri a sognare. Fino a un'età relativamente avanzata questo pericoloso disequilibrio non si era manifestato nel suo comportamento, al contrario, Sylvius meravigliava gli anziani, i saggi della famiglia, per la sua prudenza. Aveva dunque passato da poco la sessantina, un'età in cui un Mégremut non evade nemmeno da se stesso. Si spingeva infatti sempre più lontano durante le commissioni vagabonde con il suo compagno, il fedele cavallo Melchior. Melchior e Sylvius si capivano immediatamente, ed era un piacere vederli allontanarsi insieme. 
Un mattino Sylvius decise di partire con la sua fragile carriola che era diventata per lui il battello dei sogni. Durante il viaggio scoprì il cadavere congelato dalla neve di un cavallo, una povera bestia scarna e ossuta, lasciata al suo destino. Giunto in prossimità di un centro abitato trovò ristoro nella casa di Misé, dove ricevette un po' di cibo ristoratore e dove apprese che probabilmente l'animale abbandonato apparteneva a un gruppo di persone transitate con la loro carovana qualche tempo prima. Misé e Sylvius si avventurarono verso il villaggio fino ad arrivare ad un grosso edificio occupato da una ventina di persone. Sul fondo della sala si trovava un drappeggio in stoffa illuminato da lampade di pelle. Era una troupe di miserevoli commedianti ambulanti. Sylvius ne restò affascinato. Gli sembrava quello il suo vero mondo, quello che aveva sempre immaginato fin dall'alba dei suoi sogni infantili e che sembrava così lontano. Invece adesso si trovava proprio davanti ad esso. Sylvius, consapevole che i commedianti avevano perso la loro unica bestia, offrì il suo fedele compagno di viaggio, Melchior, mettendosi a sua volta a loro disposizione. 
Dopo tre giorni i Mégremut iniziarono ad allarmarsi e la domenica successiva indissero un consiglio presieduto dalla zia Philomène, il capo della famiglia. Sylvius fu cercato nella campagna circostante senza successo. Naturalmente non si pensò ad avvertire le autorità, i Mégremut non lo facevano mai, regolavano i conti in famiglia. Si convenne di procedere con il silenzio in quanto nessuno di loro era mai scomparso, persino i morti rimanevano all'interno della famiglia, defunti onorari. Cancellarne uno sarebbe stata fonte di vergogna per la razza. Zia Philomène concluse, di comune accordo, di spargere la voce che fosse giunto un grave malore a Sylvius. Versione che rendeva la scomparsa del familiare apparentemente onorevole agli occhi della zia. 
I Mégremut della città si accordarono con i Mégremut di campagna per andare a scovare Sylvius. Dopo un mese il cugino Christophe fece recapitare un biglietto che indicava il luogo dove si trovava il fuggiasco. 
La famiglia si mobilitò per andare a riprendersi il suo caro. Lo trovarono in mezzo alla banda di commedianti, intento a provare uno spettacolo teatrale. Sylvius riconobbe i suoi familiari e ne rimase stupito. La zia Philomène lo lasciò proseguire nella sua performance ma al termine lo misero davanti ad una scelta. 
Sylvius era tentato dal ritornare a casa con i familiari e trattenuto dal suo sogno finalmente realizzatosi, così non sapeva decidersi. Gli abitanti del villaggio e i commedianti proposero a Sylvius di passare sei mesi con la famiglia per poi passare i restanti mesi dell'anno con loro. Lo rassicurarono promettendogli di rivedersi a Natale. 
Sylvius ritornò a casa e i Mégremut tacquero sull'effettiva esperienza da lui passata e minimizzarono considerandola una breve fuga di piacere per rendere la faccenda meno vergognosa. Agli occhi degli abitanti Sylvius aveva ormai perso il suo prestigio in quanto incarnava lo spirito avventuroso che loro non possedevano.  A Sylvius vennero concesse solo delle scampagnate, vigilate da Nestor, un saggio Mégremut. 
Giunto Natale, poco prima di dover raggiungere l'amato gruppo di commedianti, Sylvius si ammalò  fu costretto a restare a letto. Nel frattempo la zia Philomène e due cugini di Sylvius si recarono presso i commedianti per annunciare la malattia del loro caro. Al ritorno da questo loro viaggio, scoprirono la morte di Sylvius.  Morì, così, senza riuscire a mantenere la promessa fatta sei mesi prima di raggiungere l'amato paese di Hèves. 
Sylvius usava i sogni per uscire dalla vita, tornando a casa aveva voluto rassicurare la famiglia in quanto la sua fuga aveva provocato un grande turbamento. Sylvius aveva manifestato la volontà di essere seppellito al di fuori dalla tomba familiare, in mezzo alla natura, con i soli fiori che la terra gli regalava. Tutto ciò rattristava la famiglia ma i Mégremut obbedivano sempre alla volontà dei loro morti. 
Il narratore dell'opera è rappresentato dal misterioso personaggio di Méjean, amico della famiglia Mégremut, uomo portato al viaggio come nessun altro. Passa spesso a trovare Barnabé al ritorno delle sue avventure, accolto da grandi manifestazioni di affetto. È appunto al ritorno di uno di questi suoi viaggi che Barnabé racconta a Méjean la storia di Sylvius. Finito il racconto si abbracciano e Méjean parte per un lungo viaggio. Due anni dopo al ritorno di Méjean, egli non trova più il suo amico Barnabé. Il saggio membro incontestabile della famiglia, ha seguito le orme del caro Sylvius, scomparendo improvvisamente tre giorni dopo la partenza di Méjan, per sempre.

## Costanti
- Viaggio

L'avversione recondita contro il viaggio dei Mégremut non ha fatto altro che aumentare sensibilmente: più si palesano davanti a loro possibilità di partire, meno loro intendono intraprendere un viaggio. I Mégremut vivono in un universo singolare, dove il buon senso è irreale e il reale è immaginario. Da qui la loro passione per i viaggi e il loro orrore per le avventure. Sylvius, da sempre alla ricerca dell'avventura al contrario dei suoi familiari, intraprende l'esperienza dell'avventura. In principio recandosi a fare piccole commissioni, arrivando a fuggire dalla propria famiglia per aggregarsi ad un gruppo di commedianti. Sylvius invece evade dal suo contesto, e passa dall'essere Sylvius l'Approvvigionatore a Sylvius il Viaggiatore.  
- Natura

Nel romanzo di Henri Bosco si trovano molti elementi naturali, presenti nel paesaggio, sui quali il protagonista si sofferma. L'inverno è l'elemento centrale del romanzo, viene rappresentato attraverso l'amore che il protagonista ha verso la neve e il freddo che lo condurranno alla morte. Sylvius amava l'inverno, stagione che tutti i Mégremut detestavano barricandosi in casa davanti al fuoco, come la maggior parte dei sedentari. Il vento del nord veniva affrontato da Sylvius a cuor leggero, e mai la neve lo sviava dall'intraprendere un lungo viaggio in carriola con il suo compagno di avventura, Melchior. Il suo destino fu quindi deciso dalla neve, protagonista indiscussa del viaggio della sua fuga.  
- Sogno

Sylvius da sempre cova il grande sogno di poter evadere dalla sua monotonia. Nonostante sia nato in una famiglia naturalmente propensa alla sedentarietà, egli si nutre del suo sogno, fino ad esserne rapito completamente. Alla visione della banda di miserabili sente che il suo grande sogno si è avverato, è lì che ha sempre desiderato vivere. Basta solo questo a fargli dimenticare le sue origini e la sua famiglia, anch'essa troppo preoccupata dal nascondere la fuga del parente piuttosto che di ritrovarlo. 
- Ombre

La notte invade il viaggio di Sylvius che percorre grandi lunghezze con la sua carretta dei sogni. Viene come avvolto dalla notte che cala tenebrosa durante il tragitto verso Hèves. La notte svela un nuovo mondo ricco di ombre e nascondigli, freddo e fatica.  
- Piante

Henri Bosco ha una passione innata per la botanica che lo spinge a citare nei suoi romanzi molti tipi di piante, alberi e fiori. Frutteti, giardini, pesche, albicocche, ciliegie e prugne inebriano il lettore che viene avvolto dai colori e dai profumi dei frutti della terra.
- Doppio

Sylvius è un personaggio con due personalità, rappresentate dall'alternanza tra i periodi di ordinarietà borghese e i periodi di abbandono all'immaginazione, quando vive con i nomadi. 
- Mistero: sembra sempre di essere sul punto di scoprire un mistero.